# Wasyl Cykwas
Wasyl Cykwas (ur. 4 lutego 1914 w Nowosiółkach Gościnnych, zm. 24 grudnia 2004 w Glasgow) – polski żołnierz pochodzenia ukraińskiego, jeden z 13 Polaków odznaczonych norweskim Krzyżem Wojennym.

## Zarys biografii
Wasyl Cykwas urodził się w miejscowości Nowosiółki Gościnne ok. 50 kilometrów od Lwowa. W wieku 20 lat został powołany do służby zasadniczej w Wojsku Polskim. W 1937 roku udał się na emigrację zarobkową do Francji. Pracował w fabryce samochodów. Po ogłoszeniu mobilizacji przez Rząd RP na uchodźstwie Wasyl zgłosił się do punktu mobilizacyjnego. Wkrótce został wysłany do miejsca kompletowania polskiej brygady w Coëtquidan. Po przejściu szkolenia wraz z jednostką został w maju 1940 roku wysłany do Harstad. W czasie bitwy o Narwik Wasyl Cykwas wykazał się nieprzeciętnym bohaterstwem. W okolicach Ankenes, w górach, patrol, w którym był Wasyl Cykwas, wpadł w niemiecką zasadzkę. Dzięki bohaterskiej akcji Cykwasa oddział wyszedł z zasadzki, a sam Cykwas został bardzo poważnie ranny w nogę. Po ewakuacji został przewieziony do szpitala w Manchesterze. Po okresie rekonwalescencji Cykwas został skierowany do polskich oddziałów stacjonujących w Szkocji.
W lipcu 1944 roku Wasyl Cykwas w składzie 1 Dywizji Pancernej został przerzucony do Normandii. W kwietniu 1945 roku został przeniesiony do I Korpusu Polskiego oraz awansowany na kaprala. W Wojsku Polskim służył do 1947 roku. W 1945 roku ożenił się z Ireną Muir z Cambuslang.
Do końca życia mieszkał w Wielkiej Brytanii, zmarł 24 grudnia 2004 roku w szpitalu w Glasgow.
Został odznaczony Krzyżem Wojennym nr 98.